# Diplazium hachijoense
Diplazium hachijoense är en majbräkenväxtart som beskrevs av Takenoshin Nakai.
Diplazium hachijoense ingår i släktet Diplazium och familjen Athyriaceae. Inga underarter finns listade i Catalogue of Life.